# Rincón de la Vieja
Pour les articles homonymes, voir Rincón.
Le Rincón de la Vieja est un volcan du Costa Rica situé dans le Nord-Ouest du pays, dans la cordillère de Guanacaste.

## Géographie
Il est composé d'une caldeira, la caldeira Guachipelín datant du Pléistocène, à l'intérieur de laquelle s'élèvent neuf centres éruptifs dont deux cônes volcaniques couronnés chacun par un cratère, le Von Seebach et le Santa María. Ce dernier est le point culminant du volcan avec 1 916 mètres d'altitude. Au total, la montagne a un volume de 130 km3 ce qui en fait un des volcans les plus volumineux du Costa Rica. De nombreuses sources chaudes, fumerolles et mares de boue se trouvent sur les pentes du volcan.

## Histoire
Depuis l'arrivée des Européens dans la région au XVIe siècle, l'activité éruptive se manifeste depuis un cratère de 500 mètres de diamètre contenant un lac acide et situé en contrebas du Von Seebach. Une vingtaine d'éruptions sont répertoriées. Les dernières éruptions se sont produites les 11 et 23 juin 2017,.

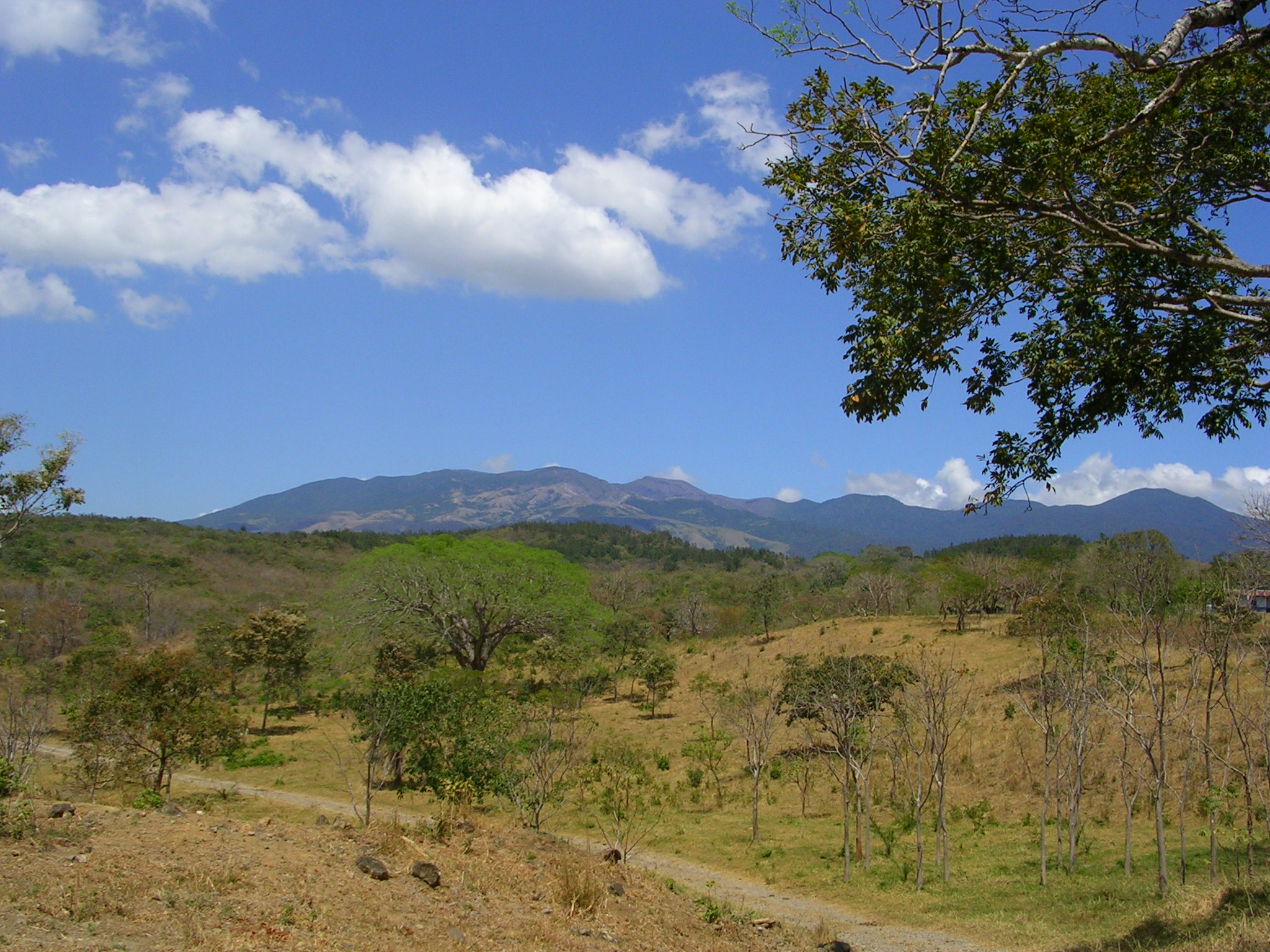
Vue distante du Rincón de la Vieja.

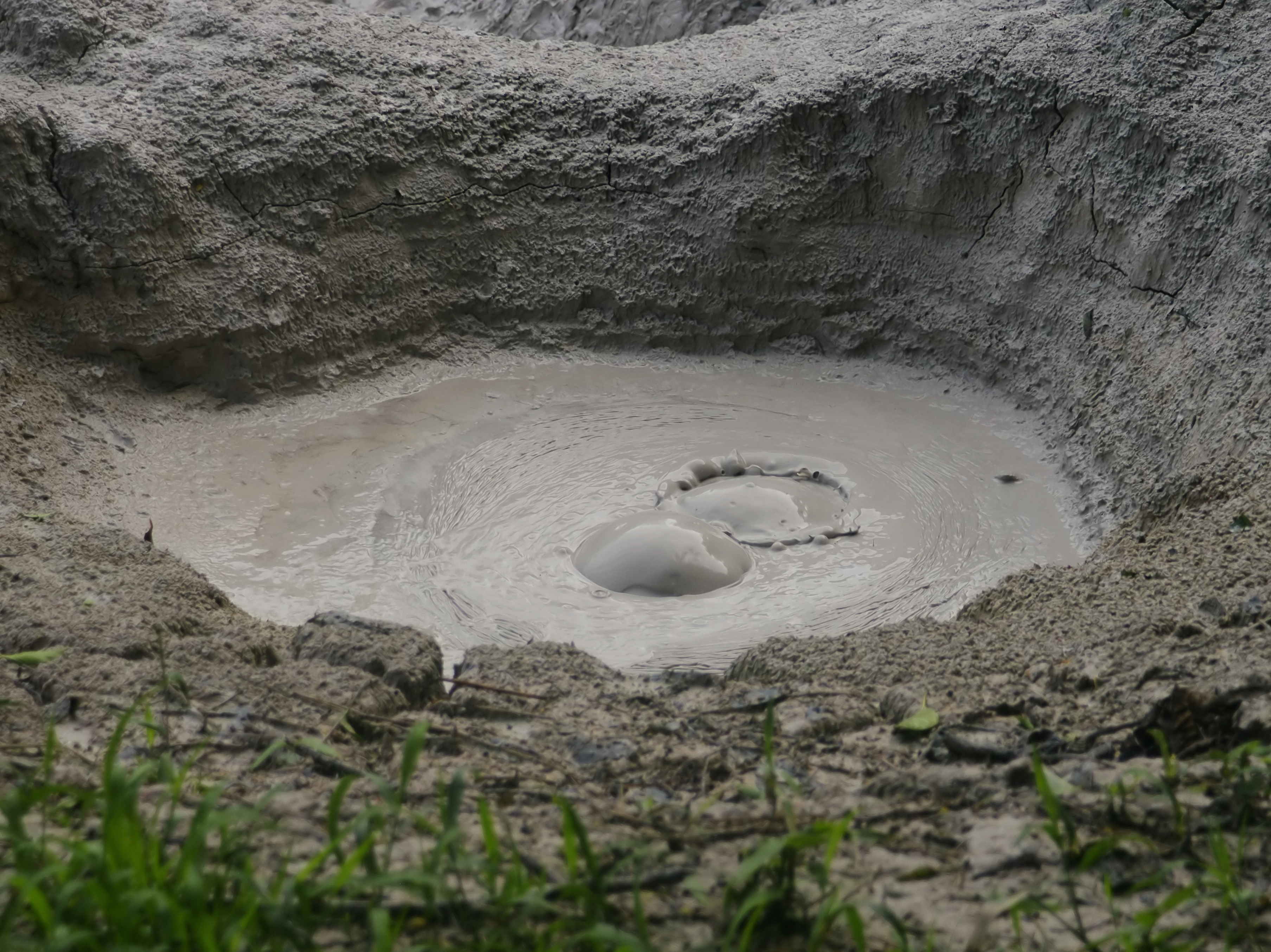
Mare de boue sur le volcan.